# Марракеш — Сафі
Марраке́ш — Сафі́ (араб. مراكش آسفي; бербер. ⵎⵕⵕⴰⴽⵛ ⴰⵙⴼⵉ) — один з дванадцяти регіонів Марокко. Був заснований у вересні 2015 року та має населення 4 520 569 осіб. Регіональний центр — стародавнє місто Марракеш.

## Загальні дані
Регіон Марракеш — Сафі був утворений у вересні 2015 року у зв'язку з новим адміністративним поділом королівства шляхом злиття колишнього регіону Марракеш — Тенсіфт — Ель-Хауз з провінціями Сафі та Юссуфія у регіоні Дуккала — Абда.
Регіон складається з одної префектури (Марракеш) та сьоми провінцій.

## Визначні місця

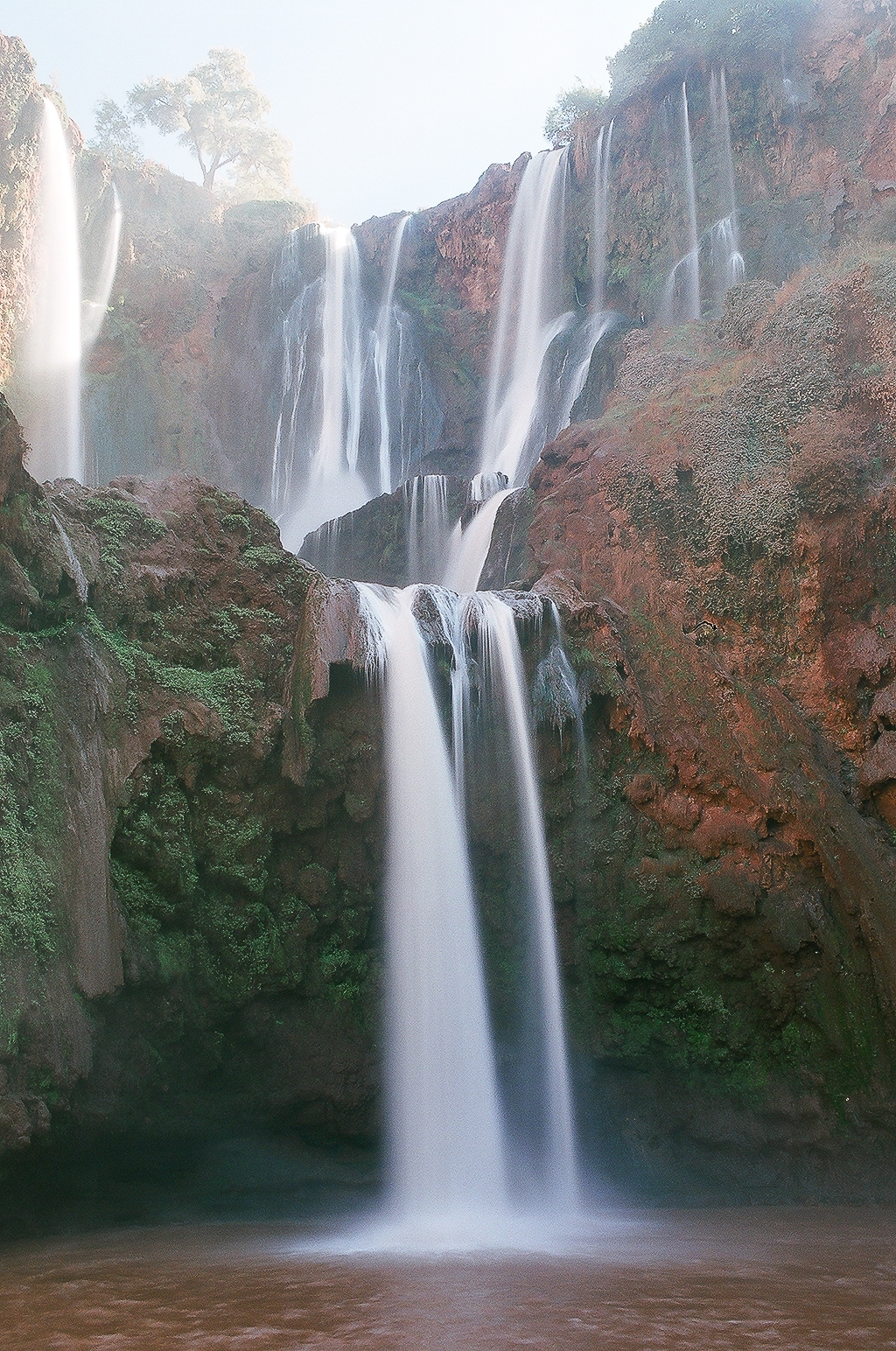
Водоспад Узуд

У регіоні розташовано чимало історичних та туристичних пам'яток, дві з яких входять до переліку Світової спадщини ЮНЕСКО:
- Марракеш — одне з чотирьох імперських міст Марокко. Медина (старе місто) Марракешу містить чимало старовинних будівель та є об'єктом Світової спадщини ЮНЕСКО.

- Ес-Сувейра — історичне портове місто на узбережжі Атлантичного океану. Середновічна португальська колонія, що мала назву Могадор. Медина міста є об'єктом Світової спадщини ЮНЕСКО.

- Узуд — водоспад в Атлаських горах, що є одним з найпопулярніших туристичних об'єктів регіону.
- Тубкаль — найвища гора Марокко. Посідає 36-е місце у світі за відносною висотою.

- Сафі — старовинне портове місто. Друге за населенням місто регіону.